# Deraeocoris flavilinea
Espèce
Deraeocoris flavilivea est une espèce d'insectes du sous-ordre des hétéroptères (punaises) et de la famille des Miridae.